# Чейз, Мэри (драматург)
Мэри Койл Чейз (урождённая Мэри Агнес Макдонаф Койл; 25 февраля 1906 — 20 октября 1981) была американским журналистом, драматургом и детским писателем, известная прежде всего тем, что написала бродвейскую пьесу 1944 года «Харви», которая была адаптирована в фильм 1950 года с Джимми Стюартом в главной роли.
Она написала четырнадцать пьес, два детских романа и один сценарий и семь лет проработала журналистом в Rocky Mountain News. По трём её пьесам были сняты голливудские фильмы: «Дом женского общества» (1939), «Харви» (1950) и «Бернардин» (1957).

## Ранние годы
Чейз родилась Мэри Агнес МакДонаф Койл в Денвере, штат Колорадо, в 1906 году. Она оставалась в Денвере всю свою жизнь. Она выросла в бедной ирландской католической семье в рабочем районе Бейкер в Денвере, недалеко от железнодорожных путей.
На неё сильно повлияли ирландские мифы, рассказанные ей её матерью Мэри Койл и её четырьмя дядями: Тимоти, Джеймсом, Джоном и Питером. Чарли Койл, её старший брат, оказал сильное влияние на её чувство юмора, поскольку она подражала его природным дарам в мимике, остротах и комических образах. Он стал цирковым клоуном.
В 1921 году она окончила Западную среднюю школу в Денвере и два года проучилась в Колорадском университете в Боулдере и Денверском университете, не получив степени.

## Карьера
В 1924 году она начала свою карьеру в качестве журналиста в Denver Times и Rocky Mountain News, оставив News (в которую Denver Times была включена в 1926 году) в 1931 году, чтобы писать пьесы, заниматься внештатной журналистской работой и воспитывать в читателях семейные ценности. В News она начала писать на светских страницах, но вскоре стала автором художественных статей, освещая новости с эмоциональной точки зрения «рыдающей сестры», становясь частью самих новостей в качестве комической фигуры «наша Маленькая Мэри» или сочиняя забавные произведения «эпохи хлопушек»[что?] в рамках серии рассказов «Чарли и Мэри» (Чарли Вундер нарисовал мультфильмы, а Мэри написала текст).

В 1920-е годы репортёры обычно работали в соответствии с традицией The Front Page: работали долгие часы, много пили и не останавливались ни перед чем, чтобы победить в конкурентной борьбе за статью. Носясь по Денверу с фотографом Гарри Роудсом на Ford Model T, она вспоминала: 
«В течение дня мы с Гарри могли начать с полицейского суда, отправиться на судебный процесс по делу об убийстве в Вестсайдском суде, освещать вечеринку в особняке миссис Кроуфорд Хилл и спешить на перестрелку в 11 вечера».
 Она закончила свою журналистскую карьеру на светских страницах, где и начинала, возможно, в наказание за розыгрыш, который она сыграла с ничего не подозревающим редактором.
Покинув News, в 1930-х годах Мэри работала внештатным корреспондентом «United Press» и «International News Service». Но настоящей её любовью всегда был театр, поэтому она начала писать пьесы.
В 1936 году её первая пьеса « Я третий» была поставлена в Федеральном театре Бейкера в Денвере в рамках «Управления прогресса работ эпохи Рузвельта» (Baker Federal Theater in Denver as a part of the Roosevelt-era Works Progress Administration — «WPA»). Весной 1937 года спектакль открылся на Бродвее, переименованный в «Теперь вы это сделали», но не получил положительных отзывов и закрылся через три недели. В 1938 году Мэри написала «Дом Чи», по которому RKO Radio Pictures сняли голливудский фильм под названием «Дом женского общества» (1939) с Энн Ширли (знаменитой как «Энн из Зелёных Мезонинов» в главной роли).
В начале 1940-х годов она занимала ряд должностей в правительстве, на волонтёрских и профсоюзных должностях, работала директором по информации Национальной администрации по делам молодёжи в Денвере, выполняла волонтёрскую работу в Колорадском фонде содействия развитию испаноязычных народов и работала в качестве директор по связям с общественностью Денверского отделения Союза водителей грузовиков.

### «Харви»
В это время она работала над пьесой «Харви», которую ей было очень трудно написать и которая претерпела множество исправлений, — на завершение каковой у нее ушло два года. 1 ноября 1944 года он открылся на Бродвее и стал хитом, который длился четыре с половиной года: 1775 представлений, с 1 ноября 1944 года по 15 января 1949 года.
«Харви» стал 35-м по продолжительности шоу (мюзиклы и пьесы) в истории Бродвея и, если считать только пьесы, 6-м по продолжительности бродвейским спектаклем (после «Жизни с отцом», «Табачной дороги», «Ирландской розы Эйби», «Смертельной ловушки» и «Близнецов»). Фрэнк Фэй и Джеймс Стюарт были самыми известными актерами, сыгравшими Элвуда П. Дауда. Жозефина Халл изначально изображала его всё более озабоченную (и социально одержимую) сестру на Бродвее и получила в фильме «Оскар» за лучшую женскую роль второго плана. Рут Макдевитт, Мэрион Лорн, Хелен Хейз и Свузи Курц, среди других актрис, также изображали Вету на сцене или на телевидении. Джеймс Стюарт был номинирован на премию «Оскар» за лучшую мужскую роль за киноверсию, которую выиграл Хосе Феррер за «Сирано де Бержерака» .
В 1945 году Чейз получил за Харви Пулитцеровскую премию в области драмы. Она единственная жительница Колорадо, получившая Пулитцеровскую премию в области драмы; и в области, где доминируют мужчины, стала 4-й женщиной, получившей эту награду, после Зоны Гейл (1921), Сьюзан Гласпелл (1931) и Зои Акинс (1935).). С 1917 по 2013 год только 14 женщин получили Пулитцеровскую премию в области драмы.
Сразу же после «Харви», Мэри попыталась повторить свой успех на Бродвее с пьесой  «Следующие полчаса», основанной на написанном ею автобиографическом романе «Банши». Это, как стало понятно после трехнедельного прогона, не получилось.
В 1950 году по пьесе «Харви» сняли фильм Universal Studios с Джеймсом Стюартом в главной роли, а Мэри вместе с Оскаром Бродни написали сценарий. В 1952 и 1953 годах она поставила на Бродвее спектакль «Бернардин и миссис МакТинг». Обе пьесы имели умеренный успех. По Бернардине был снят фильм 1957 года с Пэтом Буном и Джанет Гейнор в главных ролях (в последней роли Гейнора в кино). В 1958 и 1968 годах она написала два детских рассказа: « Лоретта Мейсон Поттс» и «Злые, злые дамы в доме с привидениями» . Спектакль 1961 года по ее пьесе « Миджи Первис» с Таллулой Бэнкхед в главной роли провалился. Возрождение Харви 1970 года с Джеймсом Стюартом и Хелен Хейс в главных ролях было успешным и было представлено 79 спектаклей, в то время как музыкальная адаптация Харви 1981 года под названием «Скажи привет Харви» провалилась после шестинедельного показа на фоне негативных отзывов в Торонто.

## Личная жизнь
В 1928 году Мэри вышла замуж за Роберта Л. Чейза, коллегу-репортера Rocky Mountain News. Боб был опытным репортером «жёстких новостей», работавшим в Denver Express с 1922 года, освещая ограбление Монетного двора США и борясь против подъема Ку-клукс-клана в штате Колорадо и местной политики. The Express в конечном итоге объединилась с Rocky Mountain News, и Боб продолжил 47-летнюю карьеру в газете, став главным редактором, а затем заместителем редактора. В 1936 году он был одним из основателей (и назначен вице-президентом) денверского отделения Американской газетной гильдии, национального профсоюза, представляющего редакторов и репортеров.
В 1932 году у них родился первый сын Майкл, за ним в 1935 году последовал Колин, а затем в 1937 году Барри Джером (Джерри). Майкл стал директором общественного телевидения в Нью-Йорке, Колин был профессором английской литературы в Университете Торонто, а Джерри работал научным консультантом колледжа в Нью-Йорке и написал пьесу «Золушка носила армейские сапоги» .
Во время работы над музыкальной адаптацией Say Hello to Harvey в 1981 году, Мэри Койл Чейз не перенесла внезапный сердечный приступ в своём доме в Денвере и умерла в возрасте 75 лет.

## Недавние события
В августе 2009 года Стивен Спилберг объявил, что планирует ремейк «Харви» с Томом Хэнксом или Уиллом Смитом в роли Элвуда Дауда. К декабрю он отказался от проекта, основной причиной которого были трудности с поиском звезды на главную роль. Том Хэнкс не был заинтересован в том, чтобы ходить в ботинках любимой, культовой звезды Джеймса Стюарта. Роберт Дауни-младший был в процессе несколько месяцев, но он хотел внести изменения в сценарий, и Спилберг решил махнуть рукой, чувствуя, что они не на одной творческой волне. Это была не первая попытка римейка «Харви». В 2002 году Dimension Films, подразделение Miramax, и MGM попытались запустить фильм с Джоном Траволтой в главной роли. Этот проект закончился в 2004 году, когда Майкл Эйснер изгнал братьев Вайнштейнов из Miramax из-за выпуска «Фаренгейта 9/11» Майкла Мура.
14 июня 2012 года театральная труппа Roundabout открыла бродвейское возрождение Харви и получила положительные отзывы в театре Studio 54. В постановке снялся обладатель премии «Эмми» Джим Парсонс («Теория большого взрыва»), вернувшийся на Бродвей после успешного выступления в возрождённой постановке «Обычное сердце» летом 2011 года. Режиссером «Харви» был Скотт Эллис, а также Чарльз Кимбро (номинант на премию «Эмми», Мерфи Браун) в роли психиатра Уильяма Чамли и Джессика Хехт (Дэн в реальной жизни) в роли сестры Веты. Показы «Харви» были запланированы до 5 августа.

## Награды
- 1944: Премия Уильяма Маклеода Рейна, Лига авторов Колорадо.
- 1945: Пулитцеровская премия в области драмы
- 1947: почетный доктор литературы Денверского университета.
- 1960: Получает премию Монте Мичема на Детской театральной конференции AETA (Американская ассоциация образовательных театров).
- 1985: Введена в Зал славы женщин Колорадо вместе с Голдой Меир, «Непотопляемой» Молли Браун и Мейми Эйзенхауэр .
- 1999: Введен в Зал славы исполнительских искусств Колорадо вместе с Дугласом Фэрбенксом-старшим и Гленном Миллером .

### Пьесы
- 1936 — Я третий
- 1938 — Дом Чи
- 1941 — Скольжение девушки
- 1944 — Харви (1944)
- 1945 — Следующие полчаса
- 1952 — Бернардинец
- 1954 — Лолита
- 1954 — Г-жа Мактинг (также был представлен на телевидении)
- 1961 — Миджи Первис
- 1961 — Призовая игра
- 1963 — Собачьи няни
- 1969 — Микки
- 1974 — Коктейли с Мими
- 1981 — Ужасный тату-салон

### Детские рассказы
- 1958 — Лоретта Мейсон Поттс
- 1968 — Злые, злые дамы в доме с привидениями

## Экранизации
- 1939 — Дом женского общества
- 1950 — Харви
- 1957 — Бернардинец